# Высшая лига КВН 2019
Сезон Высшей лиги КВН 2019 года — 33-й сезон с возрождения телевизионного КВН в 1986 году.
Как и годом ранее, отбор в сезон проходил в рамках гала-концерта сочинского фестиваля. Жюри, в состав которого вошли Александр Масляков-старший, Александр Масляков-младший, Семён Слепаков и Евгений Донских, выбрало 17 команд, которые присоединились к тройке команд, приглашённых в сезон на финале Премьер-лиги 2018, — липецким «Громокошкам», «Актёрам» из Санкт-Петербурга и команде «Город снов» из Элисты. Команды из Липецкой области и Республики Калмыкия стали первыми представителями этих субъектов Российской Федерации в Высшей лиге.
В новый сезон не смогли пройти некоторые участники предыдущих. Уже на этапе отбора команд в гала-концерт фестиваля отсеялись Сборная вузов Чеченской республики и сборная МВД «Подъём», а на самом гала-концерте места в Высшей лиге лишились четвертьфиналисты прошлого сезона «Без консервантов».
Среди тех, кому удалось попасть в сезон 2019, — финалисты предыдущего сезона «Так-то» и «Борцы», полуфиналисты «Будем дружить семьями», Сборная Великобритании, «НАТЕ» и «Планета Сочи», а также четвертьфиналисты «Nаполеон Dинамит», слегка сменившие состав, в который вошли Елизавета Ющук (участница сезона 2017 в составе Сборной ВШЭ) и участник «Comedy Баттл» Александр Бурдашев. Сургутские «Борцы» тоже приобрели нового участника команды в лице Юсупа Омарова, ранее выступавшего за дагестанские команды «Махачкалинские бродяги», «Асса» и «Сборная Дагестана».
Большинство участников Высшей лиги 2019 — новички. Среди них команды из Премьер-лиги («Михаил Дудиков», «Волжане»), чемпионы Международной лиги «Такая история» из города Орёл (первая команда Высшей лиги из Орловской области), а также Сборная Снежногорска, команда ранее не игравшая в телевизионных лигах, но впечатлившая на фестивале. В сезон также попали две команды, представляющие корпорации «Газпром» и «Татнефть», а также команда, представляющая Рязанское гвардейское высшее воздушно-десантное командное училище. После перерыва в один сезон в Высшей лиге вновь появилась команда из Казахстана, на этот раз — «Сборная Коргалжино».
В 2019-м году в Высшей лиге произошла очередная смена редакторского состава. После того, как об уходе с позиции редактора заявил Айдар Гараев, на его место был назначен Евгений Донских (чемпион Высшей лиги 2006 года в составе команды Российского университета дружбы народов). На фестивале было также объявлено, что редактировать Высшую лигу в новом сезоне будет и Михаил Марфин, уже занимавший эту должность с 1991-го по 2004 годы.
В финальной игре сезона, вновь проходившей в здании «Крокус Сити Холл», за чемпионство соревновались пять команд. Итог оказался неожиданным для самого опытного коллектива — «Борцов», которые уверенно шли по сезону, но вновь не смогли завоевать медали, заняв лишь четвёртое место, и обыграв только Сборную Снежногорска. Бронзовые медали завоевала команда «Nаполеон Dинамит», которой для прохода в финал понадобилась утешительная игра. Серебро досталось сюрпризу сезона — Сборной «Татнефти». Второй сезон в Высшей лиге оказался чемпионским для команды «Так-то», ставшей первым чемпионом из Красноярска.

## Состав
Для участия в сезоне были приглашены следующие 20 команд КВН:
1. Сборная Снежногорска (Снежногорск) — полуфиналисты Уральской лиги, чемпионы Мурманской лиги
2. G-Drive (Москва[14][15]) — финалисты Международной лиги
3. Селивановы (Ульяновск) — финалисты Международной лиги, чемпионы лиги «Поволжье» (под названием «Семья Селивановых»)[16][17]
4. Такая история (Орёл) — чемпионы Международной лиги
5. Сборная «Татнефти» (Альметьевск) — финалисты Первой лиги (под названием «Праздник фарса и абсурда»)
6. Умные люди (Рязань) — участники Премьер-лиги, четвертьфиналисты Первой лиги, полуфиналисты Рязанской лиги
7. Сборная Коргалжино (Нур-Султан[18]) — участники Премьер-лиги, финалисты Первой лиги
8. Волжане (Самара) — полуфиналисты Премьер-лиги
9. Михаил Дудиков (Ставрополь) — финалисты Премьер-лиги
10. Город снов (Элиста) — финалисты Премьер-лиги
11. Актёры (Санкт-Петербург) — финалисты Премьер-лиги
12. Громокошки (Липецк) — чемпионы Премьер-лиги
13. Nаполеон Dинамит (Тюмень) — третий сезон в Высшей лиге
14. Планета Сочи (Сочи) — второй сезон в Высшей лиге
15. НАТЕ (Брюховецкая) — третий сезон в Высшей лиге
16. Будем дружить семьями (Москва) — третий сезон в Высшей лиге
17. Сборная Великобритании (Лондон) — второй сезон в Высшей лиге
18. Сборная Забайкальского края (Чита) — третий сезон в Высшей лиге
19. Так-то (Красноярск) — второй сезон в Высшей лиге
20. Борцы (Сургут) — третий сезон в Высшей лиге

Чемпионом сезона стала команда «Так-то».

## Игры

### ⅛ финала
Первая ⅛ финала
- Дата игры: 15 февраля (эфир: 24 февраля)
- Команды: Планета Сочи (Сочи), Актёры (Санкт-Петербург), Селивановы (Ульяновск), Борцы (Сургут), G-Drive (Москва)
- Жюри: Михаил Галустян, Валдис Пельш, Константин Эрнст, Пелагея, Вячеслав Муругов
- Конкурсы: Приветствие, Биатлон, Музыкальный конкурс

| Команда      | Приветствие | Биатлон | общий | Муз. конкурс | Итого |
| ------------ | ----------- | ------- | ----- | ------------ | ----- |
| Планета Сочи | 4,4         | 0,8     | 5,2   | 5,2          | 10,4  |
| Актёры       | 4,4         | 0,7     | 5,1   | 4,6          | 9,7   |
| Селивановы   | 4,2         | 0,9     | 5,1   | 4,6          | 9,7   |
| Борцы        | 5           | 0,9     | 5,9   | 5,8          | 11,7  |
| G-Drive      | 4           | 0,6     | 4,6   | 4,8          | 9,4   |

Результат игры:
1. Борцы
2. Планета Сочи
3. Селивановы; Актёры
4. G-Drive

- Из-за ничьей на третьем месте в четвертьфинал из этой игры прошли четыре команды, а не три, как предполагалось.
- В музыкальном конкурсе команды «G-Drive» было показано видео с участием Артёма Дзюбы.
- В рамках музыкального задания «Борцы» показали пародию на «Русалочку» в постановке борцовского театра.

Вторая ⅛ финала
- Дата игры: 28 февраля (эфир: 3 марта)
- Команды: Сборная Забайкальского края (Чита), Сборная Великобритании (Лондон), Город снов (Элиста), Такая история (Орёл), Михаил Дудиков (Ставрополь)
- Жюри: Вячеслав Муругов, Дмитрий Нагиев, Константин Эрнст, Дмитрий Хрусталёв, Юлий Гусман
- Конкурсы: Приветствие, Биатлон, Музыкальный конкурс

| Команда                | Приветствие | Биатлон | общий | Муз. конкурс | Итого |
| ---------------------- | ----------- | ------- | ----- | ------------ | ----- |
| Забайкальский край     | 4,8         | 0,8     | 5,6   | 4,8          | 10,4  |
| Сборная Великобритании | 4,6         | 0,6     | 5,2   | 4,2          | 9,4   |
| Город снов             | 4,8         | 0,9     | 5,7   | 4,8          | 10,5  |
| Такая история          | 4,4         | 0,7     | 5,1   | 4,8          | 9,9   |
| Михаил Дудиков         | 4,6         | 1       | 5,6   | 5,2          | 10,8  |

Результат игры:
1. Михаил Дудиков
2. Город снов
3. Сборная Забайкальского края
4. Такая история
5. Сборная Великобритании

- За Сборную Великобритании на этой игре выступил фронтмен команды «Без консервантов» (не попавшей в этот сезон) Арсений Агапов.
- Все команды на этой игре показали музыкальные конкурсы, пародирующие фильмы. «Город снов» — «Иван Васильевич меняет профессию», Сборная Великобритании — «Зелёная книга», Сборная Забайкальского края — «Рокки», «Михаил Дудиков» — мюзикл с элементами таких фильмов, как «Ла-Ла Ленд», «Такая история» — пародия на советское кино 1950-х («Весна на Заречной улице», «Дело было в Пенькове» и подобные фильмы).

Третья ⅛ финала
- Дата игры: 5 марта (эфир: 17 марта)
- Команды: Будем дружить семьями (Москва), Волжане (Самара), Так-то (Красноярск), Сборная Коргалжино (Астана), Сборная Снежногорска (Снежногорск)
- Жюри: Вячеслав Муругов, Валдис Пельш, Константин Эрнст, Пелагея, Юлий Гусман
- Конкурсы: Приветствие, Биатлон, Музыкальный конкурс

| Команда               | Приветствие | Биатлон | общий | Муз. конкурс | Итого |
| --------------------- | ----------- | ------- | ----- | ------------ | ----- |
| Будем дружить семьями | 4,4         | 0,7     | 5,1   | 5,2          | 10,3  |
| Волжане               | 4,4         | 0,6     | 5     | 4,4          | 9,4   |
| Так-то                | 5           | 1       | 6     | 6            | 12    |
| Сборная Коргалжино    | 4,2         | 0,6     | 4,8   | 4,4          | 9,2   |
| Сборная Снежногорска  | 5           | 0,9     | 5,9   | 5,6          | 11,5  |

Результат игры:
1. Так-то
2. Сборная Снежногорска
3. Будем дружить семьями
4. Волжане
5. Сборная Коргалжино

- «Так-то» второй раз смогли набрать максимум за игру в Высшей лиге (первый раз был на этапе 1/8-й финала 2018).
- Во время своего музыкального конкурса команда «Так-то» подарила Александру Маслякову золотую медаль Универсиады в Красноярске.
- На момент игры город, который представляет «Сборная Коргалжино», ещё назывался Астана. Спустя две недели он был переименован в Нур-Султан. Это был третий случай, когда в Высшей лиге играла команда из города, переименованного по ходу сезона. Первый такой случай произошёл в 1990 году с командой из Нижнего Новгорода (Горького), второй — в 1991 году с командами из Екатеринбурга (Свердловска) и Санкт-Петербурга (Ленинграда).

Четвёртая ⅛ финала
- Дата игры: 14 марта (эфир: 31 марта)
- Команды: Nаполеон Dинамит (Тюмень), НАТЕ (Брюховецкая), Сборная «Татнефти» (Альметьевск), Громокошки (Липецк), Умные люди (Рязань)
- Жюри: Вячеслав Муругов, Валдис Пельш, Константин Эрнст, Пелагея, Юлий Гусман
- Конкурсы: Приветствие, Биатлон, Музыкальный конкурс

| Команда            | Приветствие | Биатлон | общий | Муз. конкурс | Итого |
| ------------------ | ----------- | ------- | ----- | ------------ | ----- |
| Nаполеон Dинамит   | 5           | 0,7     | 5,7   | 5,6          | 11,3  |
| НАТЕ               | 4,8         | 1       | 5,8   | 5,2          | 11    |
| Сборная «Татнефти» | 4,6         | 0,9     | 5,5   | 5,2          | 10,7  |
| Громокошки         | 4,8         | 0,6     | 5,4   | 4,8          | 10,2  |
| Умные люди         | 5           | 0,8     | 5,8   | 5,2          | 11    |

Результат игры:
1. Nаполеон Dинамит
2. НАТЕ; Умные люди
3. Сборная «Татнефти»
4. Громокошки

- «Громокошки» продолжили серию неудач действующих чемпионов Премьер-лиги, которые, начиная с сезона 2016 года, выбывают на этапе 1/8-й финала (занимая при этом последнее место в игре). Также команда из Липецка стала единственной командой среди игравших в финале Премьер-лиги 2018, не прошедшей в четвертьфинал.
- В приветствии сборной Татнефти был показан видеоролик с участием Ивана Телегина.

Добором в четвертьфинал также проходят команды КВН Такая история (вторая игра) и Сборная «Татнефти» (четвёртая игра). В четвертьфинал прошли исключительно команды из России. Последний раз такое было в сезоне 2009 года.
27 марта стало известно, что команда КВН Актёры была снята с четвертьфинала после участия в передаче Максима Галкина «Лучше всех» в качестве «команды КВН» (права за использование этого словосочетания в других проектах «АМиК» закрепил за собой). На её место приглашена команда Волжане (третья игра). 28 марта «АМиК» сообщили, что команда «Актёры» оповестила их о своём участии в шоу Галкина постфактум, а также заверила редакторов «Лучше всех», что соглашение «АМиК» они получили. При этом Александр Масляков заявил, что «Актёры» не отстранены от дальнейшего участия в играх КВН, и могут, при желании, заявиться на фестиваль «Голосящий КиВиН», а также приехать на следующий сочинский фестиваль. Сама команда опубликовала объяснение в своей группе ВКонтакте, в котором извинилась за сложившуюся ситуацию перед поклонниками и заявила, что продолжит участвовать в КВН в будущем, поскольку все недопонимания и недоразумения были решены, а также пожелала удачи команде «Волжане».

### Четвертьфиналы
Первый четвертьфинал
- Дата игры: 18 апреля (эфир: 28 апреля)
- Команды: Будем дружить семьями (Москва), Город снов (Элиста), Nаполеон Dинамит (Тюмень), Сборная «Татнефти» (Альметьевск), Михаил Дудиков (Ставрополь)
- Жюри: Вячеслав Муругов, Дмитрий Нагиев, Валдис Пельш, Константин Эрнст, Пелагея, Юлий Гусман
- Конкурсы: Приветствие, Биатлон, СТЭМ (знакомый сюжет), Музыкальный финал

| Команда               | Приветствие | Биатлон | общий | СТЭМ | общий | Муз. финал | Итого |
| --------------------- | ----------- | ------- | ----- | ---- | ----- | ---------- | ----- |
| Будем дружить семьями | 4,8         | 0,7     | 5,5   | 3,3  | 8,8   | 3,3        | 12,1  |
| Город снов            | 4,2         | 0,6     | 4,8   | 3,3  | 8,1   | 3,3        | 11,4  |
| Nаполеон Dинамит      | 4,5         | 0,9     | 5,4   | 3,5  | 8,9   | 3,3        | 12,2  |
| Сборная «Татнефти»    | 5           | 1       | 6     | 4    | 10    | 4          | 14    |
| Михаил Дудиков        | 4,5         | 0,7     | 5,2   | 3,5  | 8,7   | 3,3        | 12    |

Результат игры:
1. Сборная «Татнефти»
2. Nаполеон Dинамит
3. Будем дружить семьями
4. Михаил Дудиков
5. Город снов

- Сборная «Татнефти» стала двадцатой командой, набравшей максимум за игру в Высшей лиге КВН.
- В приветствии «Татнефти» принял участие Владимир Сычёв. Также в этом конкурсе был показан видеоролик с участием Максима Шарафутдинова. Сам Шарафутдинов в 1998 году играл в КВН за команду из Татарстана («Четыре татарина»).
- В музыкальном финале команды «Михаил Дудиков» участвовал Сергей Глушко (Тарзан), а также участники команды КВН «Громокошки» Никита Никитин, Анастасия Ли и Дарья Алексенко.
- В конкурсе СТЭМ команды выбрали следующие знакомые сюжеты: «Город снов» — «Колобок», «Михаил Дудиков» — «Робин Гуд», «Будем дружить семьями» — мужчина отправил СМС не той женщине, «Nаполеон Dинамит» — «Ромео и Джульетта», «Татнефть» — «Назад в будущее».
- В эфире порядок приветствий был не таким, как на самой игре. Сборная «Татнефти», выступавшая четвёртой, в эфире открывала игру.

Второй четвертьфинал
- Дата игры: 11 мая (эфир: 12 мая)
- Команды: Сборная Забайкальского края (Чита), Такая история (Орёл), Планета Сочи (Сочи), Умные люди (Рязань), Борцы (Сургут)
- Жюри: Вячеслав Муругов, Валдис Пельш, Константин Эрнст, Дмитрий Нагиев, Юлий Гусман
- Конкурсы: Приветствие, Биатлон, СТЭМ (знакомый сюжет), Музыкальный финал

| Команда            | Приветствие | Биатлон | общий | СТЭМ | общий | Муз. финал | Итого |
| ------------------ | ----------- | ------- | ----- | ---- | ----- | ---------- | ----- |
| Забайкальский край | 4,4         | 0,6     | 5     | 3,2  | 8,2   | 3,8        | 12    |
| Такая история      | 4           | 1       | 5     | 3,8  | 8,8   | 3,2        | 12    |
| Планета Сочи       | 4,4         | 0,8     | 5,2   | 3,2  | 8,4   | 4          | 12,4  |
| Умные люди         | 5           | 0,6     | 5,6   | 4    | 9,6   | 4          | 13,6  |
| Борцы              | 5           | 0,8     | 5,8   | 3,8  | 9,6   | 3,6        | 13,2  |

Результат игры:
1. Умные люди
2. Борцы
3. Планета Сочи
4. Такая история; Сборная Забайкальского края

- В конкурсе СТЭМ команды выбрали следующие знакомые сюжеты: «Борцы» — «Красная шапочка», Сборная Забайкальского края — человек, который постоянно задаёт вопросы, «Такая история» — былина об Илье Муромце, «Планета Сочи» — «Золотой ключик, или Приключения Буратино», «Умные люди» — «Аватар».

Третий четвертьфинал
- Дата игры: 23 мая (эфир: 26 мая)
- Команды: НАТЕ (Брюховецкая), Волжане (Самара), Селивановы (Ульяновск), Так-то (Красноярск), Сборная Снежногорска (Снежногорск)
- Жюри: Вячеслав Муругов, Валдис Пельш, Константин Эрнст, Алексей Ягудин, Юлий Гусман
- Конкурсы: Приветствие, Биатлон, СТЭМ (знакомый сюжет), Музыкальный финал

| Команда              | Приветствие | Биатлон | общий | СТЭМ | общий | Муз. финал | Итого |
| -------------------- | ----------- | ------- | ----- | ---- | ----- | ---------- | ----- |
| НАТЕ                 | 4,6         | 1       | 5,6   | 3,4  | 9     | 4          | 13    |
| Волжане              | 4           | 0,9     | 4,9   | 3,4  | 8,3   | 4          | 12,3  |
| Селивановы           | 4,6         | 0,8     | 5,4   | 3,2  | 8,6   | 3,6        | 12,2  |
| Так-то               | 5           | 0,7     | 5,7   | 4    | 9,7   | 4          | 13,7  |
| Сборная Снежногорска | 5           | 0,6     | 5,6   | 3,2  | 8,8   | 3,8        | 12,6  |

Результат игры:
1. Так-то
2. НАТЕ
3. Сборная Снежногорска
4. Волжане
5. Селивановы

- В конкурсе СТЭМ команды выбрали следующие знакомые сюжеты: «Селивановы» — «Армагеддон», «НАТЕ» — «Сумерки», Сборная Снежногорска — «Муму», «Волжане» — родственники КВНщиков смотрят КВН по телевизору, «Так-то» — миф о Троянском коне.
- В музыкальном финале команда «НАТЕ» исполнила финальную песню четвертьфиналов. В номере приняли участие представители команд из предыдудщих игр.
- После того как во втором четвертьфинале команда «Планета Сочи» в своём музыкальном финале спародировала конкурсы команд «Будем дружить семьями» и «Татнефть», на этом четвертьфинале команда «Волжане» показала продолжение этого номера и спародировала также музыкальный финал «Умных людей». Также в этом конкурсе приняла участие Марина Попандопуло из команды «Планета Сочи».

Добором в полуфинал также проходят четыре команды.
- Добор жюри: Сборная Снежногорска (третья игра), Такая история (вторая игра).
- Добор редакторов: Будем дружить семьями (первая игра).
- Добор Александра Васильевича Маслякова: Волжане (третья игра).

### Полуфиналы
Первый полуфинал
- Дата игры: 28 сентября (эфир: 12 октября)
- Команды: Сборная «Татнефти» (Альметьевск), Волжане (Самара), НАТЕ (Брюховецкая), Такая история (Орёл), Борцы (Сургут)
- Жюри: Вячеслав Муругов, Михаил Галустян, Валдис Пельш, Константин Эрнст, Пелагея, Юлий Гусман
- Конкурсы: Приветствие, Капитанский конкурс, СТЭМ, Конкурс одной песни

| Команда            | Приветствие | Капитанский | общий | СТЭМ | общий | КОП | Итого |
| ------------------ | ----------- | ----------- | ----- | ---- | ----- | --- | ----- |
| Сборная «Татнефти» | 4,5         | 1           | 5,5   | 3,7  | 9,2   | 4   | 13,2  |
| Волжане            | 4,3         | 1           | 5,3   | 3    | 8,3   | 3,2 | 11,5  |
| НАТЕ               | 4,8         | 1           | 5,8   | 3    | 8,8   | 3,7 | 12,5  |
| Такая история      | 4,5         | 1           | 5,5   | 4    | 9,5   | 3,5 | 13    |
| Борцы              | 5           | 1           | 6     | 3,8  | 9,8   | 4   | 13,8  |

Результат игры:
1. Борцы
2. Сборная «Татнефти»
3. Такая история
4. НАТЕ
5. Волжане

- Капитанский конкурс был частью приветствия, но оценивался отдельно. В качестве капитанов выступили: Максим Яценко (Сборная «Татнефти»), Виктор Федькин («Волжане»), Алексей Туркулец («НАТЕ», в качестве капитана в начале игры был представлен Сергей Малофеев), Евгений Андреенко («Такая история») и Юсиф Юсифов («Борцы»). Все получили максимум в 1 балл за свои монологи.
- В СТЭМе команды «НАТЕ» приняла участие Яна Кошкина.

Второй полуфинал
- Дата игры: 8 октября (эфир: 26 октября)
- Команды: Nаполеон Dинамит (Тюмень), Будем дружить семьями (Москва), Сборная Снежногорска (Снежногорск), Умные люди (Рязань), Так-то (Красноярск)
- Жюри: Вячеслав Муругов, Валдис Пельш, Пелагея, Михаил Галустян, Юлий Гусман
- Конкурсы: Приветствие, Капитанский конкурс, СТЭМ, Конкурс одной песни

| Команда               | Приветствие | Капитанский | общий | СТЭМ | общий | КОП | Итого |
| --------------------- | ----------- | ----------- | ----- | ---- | ----- | --- | ----- |
| Nаполеон Dинамит      | 4,8         | 1           | 5,8   | 3,8  | 9,6   | 3,8 | 13,4  |
| Будем дружить семьями | 4           | 1           | 5     | 3,2  | 8,2   | 4   | 12,2  |
| Сборная Снежногорска  | 5           | 1           | 6     | 3,6  | 9,6   | 4   | 13,6  |
| Умные люди            | 4,4         | 1           | 5,4   | 3,6  | 9     | 4   | 13    |
| Так-то                | 5           | 1           | 6     | 4    | 10    | 4   | 14    |

Результат игры:
1. Так-то
2. Сборная Снежногорска
3. Nаполеон Dинамит
4. Умные люди
5. Будем дружить семьями

- Как и на первой игре капитанский конкурс был частью приветствия, но оценивался отдельно. В качестве капитанов выступили: Евгений Хохлов («Nаполеон Dинамит»), Руслан Новиков («Будем дружить семьями», читал капитанский вместе с Анастасией Смирновой), Сергей Жариков (Сборная Снежногорска), Руслан Мустафин («Умные люди») и Алексей Юрьянов («Так-то»). Все получили максимум в 1 балл за свои монологи.
- Решением четырёх команд, приз в 500,000 рублей на этот раз получили не победители игры, а Сборная Снежногорска. За день до игры скончалась от рака Евгения Жарикова, участница команды и жена капитана Сергея Жарикова[32].
- Команда «Так-то» третий раз набрала максимум баллов в игре Высшей лиги, повторив рекорд команды «Вятка».
- Во всех конкурсах Сборной Снежногорска участвовала Анита Цой. В приветствии команды «Так-то» участвовал Артём Шейнин. Свой конкурс одной песни команда «Умные люди» сыграла вместе с группой «Голубые береты».
- Также команде «Умные люди» помогали КВНщики Олег Комаров («Уральские дворники», «Дрим тим»), Сергей Мясоедов и Андрей Жмыхов («Михаил Дудиков»), Артём Сизов («Селивановы»), Анастасия Муся («Шурочка») и Артур Туманян (Сборная Великобритании); а также Софья Лобанова (участница проектов «Comedy Баттл» и «Comedy Woman») и начальник РГВВДКУ генерал-майор Алексей Рагозин.

Третий (утешительный) полуфинал (в рамках Спецпроекта «КВНу — 58»)
- Дата игры: 8 ноября (эфир: 16 ноября)
- Команды: Будем дружить семьями (Москва), НАТЕ (Брюховецкая), Такая история (Орёл), Nаполеон Dинамит (Тюмень)
- Жюри: Вячеслав Муругов, Эдгард Запашный, Валдис Пельш, Семён Слепаков, Максим Ликсутов, Юлий Гусман
- Конкурсы: Приветствие, Разминка, Музыкальный фристайл

| Команда               | Приветствие | Разминка | общий | Муз. фристайл | Итого |
| --------------------- | ----------- | -------- | ----- | ------------- | ----- |
| Будем дружить семьями | 5           | 3,3      | 8,3   | 5             | 13,3  |
| НАТЕ                  | 4,7         | 3,5      | 8,2   | 4,8           | 13    |
| Такая история         | 4,3         | 3        | 7,3   | 4,7           | 12    |
| Nаполеон Dинамит      | 4,8         | 3,8      | 8,6   | 5             | 13,6  |

Результат игры:
1. Nаполеон Dинамит
2. Будем дружить семьями
3. НАТЕ
4. Такая история

- Пятую путёвку в финал Высшей лиги получила команда «Nаполеон Dинамит». Это вторая команда из Тюмени, попавшая в финал Высшей лиги. Как и предыдущая команда — «Союз», их лучшим достижением до этого был четвертьфинал.
- Команды «Волжане» (Самара) и «Умные люди» (Рязань) решили закончить сезон и не участвовать в утешительной игре[34].
- В качестве гостей игры с приветствием выступила команда «Русская дорога». КВНщики из Армавира также помогали в конкурсе приветствие команде «НАТЕ».
- Также в игре участникам помогали КВНщики из других команд: в приветствии команды «Такая история» принял участие Дмитрий Бушуев («Вятка»); команде «Будем дружить семьями» помогали Антон Сасин («ПриМа»), Николай Архипенко (Сборная Краснодарского края), Максим Киселёв («Триод и Диод») и Денис Дорохов («Сборная Камызякского края»); в приветствии команды «Nаполеон Dинамит» приняли участие Михаил Стогниенко («Плохая компания»), Виталий Пашенко (Сборная Краснодарского края), Муха Осман («RUDN University»), Любовь Астраханцева («Раисы»), Дмитрий Грачёв («Незолотая молодёжь») и Азамат Мусагалиев («Сборная Камызякского края»); команде «НАТЕ» помогали Дмитрий Парахин (Сборная Краснодарского края), а также команды КВН Сборная Пятигорска без Слепакова и «Сборная молодых учёных» (Первая лига).
- Команде «Будем дружить семьями» на этой игре также помог актёр Владимир Сычёв, а за команду «Nаполеон Dинамит» вышел Анатолий Вассерман.

### Финал
- Дата игры: 14 декабря (эфир: 30 декабря)
- Команды: Сборная «Татнефти» (Альметьевск), Nаполеон Dинамит (Тюмень), Так-то (Красноярск), Борцы (Сургут), Сборная Снежногорска (Снежногорск)
- Жюри: Вячеслав Муругов, Михаил Галустян, Дмитрий Нагиев, Константин Эрнст, Валдис Пельш, Татьяна Навка, Юлий Гусман
- Конкурсы: Фристайл, Биатлон, Музыкальное домашнее задание

| Команда              | Фристайл | Биатлон | общий | МДЗ | Итого |
| -------------------- | -------- | ------- | ----- | --- | ----- |
| Сборная «Татнефти»   | 5        | 0,8     | 5,8   | 5,6 | 11,4  |
| Nаполеон Dинамит     | 4,9      | 1       | 5,9   | 5,4 | 11,3  |
| Так-то               | 5        | 0,9     | 5,9   | 5,6 | 11,5  |
| Борцы                | 4,9      | 0,7     | 5,6   | 5,6 | 11,2  |
| Сборная Снежногорска | 4,9      | 0,6     | 5,5   | 5,4 | 10,9  |

Результат игры:
1. Так-то
2. Сборная «Татнефти»
3. Nаполеон Dинамит
4. Борцы
5. Сборная Снежногорска

Чемпионом Высшей лиги 2019 стала команда СФУ «Так-то».
- Как и в предыдущем сезоне, финал состоялся в здании «Крокус Сити Холл».
- «Так-то» — десятая команда, занявшая первые места во всех играх чемпионского сезона, и первая с 2015 года.
- Во время биатлона председатель жюри Константин Эрнст на третьем круге выгнал команду «Так-то», однако из-за реакции зала, решил вернуть команду на штрафной круг.
- «Борцы» — вторая команда, после Сборной Большого московского государственного цирка, сыгравшая больше одного финала, и ни разу не занявшая одно из трёх призовых мест.
- В этом финале командам помогли следующие знаменитости: «Так-то» — Олег Газманов и Сергей Жуков; Сборная «Татнефти» — Доминик Джокер; «Nаполеон Dинамит» — Михаил Гребенщиков и Александр Песков; «Борцы» — Хор Турецкого и Жасмин; Сборная Снежногорска — ВИА «Волга-Волга», Алёна Свиридова и Ирина Хакамада.
- В домашнем задании команды «Nаполеон Dинамит» приняли участие КВНщики из команды «Сборная Камызякского края» Азамат Мусагалиев в образе Сергея Собянина и Денис Дорохов в образе Дмитрия Пескова. В приветствии Сборной «Татнефти» был показан ролик с участием Максима Шарафутдинова, а в приветствии «Борцов» — ролик с участием Эдгарда Запашного, Бориса Грачевского, Бари Алибасова и Александра Карелина.
- Помимо эфирной версии финала, доступной на официальном сайте «Первого канала» и на официальном канале КВН в «YouTube», была впервые выложена и полная версия без монтажа[36].
- «Сборная Снежногорска» и «Так-то» встретились в этом сезоне на всех четырёх этапах.

## Члены жюри
В сезоне 2019 игры Высшей лиги КВН судили 13 человек.
11 игр
- Вячеслав Муругов

10 игр
- Юлий Гусман
- Валдис Пельш

9 игр
- Константин Эрнст

6 игр
- Пелагея

4 игры
- Михаил Галустян
- Дмитрий Нагиев

1 игра
- Эдгард Запашный
- Максим Ликсутов
- Татьяна Навка
- Семён Слепаков
- Дмитрий Хрусталёв
- Алексей Ягудин